# 이와이촌 (야마나시현)
이와이촌(祝村)은 야마나시현 히가시야쓰시로군에 설치되었던 촌이다. 현재의 고슈시에 해당한다.